# Анна фон Хенеберг-Шлойзинген
Анна фон Хенеберг-Шлойзинген (на немски: Anna von Henneberg-Schleusingen; † сл. 1409/1415) от фамилията на графовете на Хенеберг, е графиня на Хенеберг-Шлойзинген и чрез женитба господарка на Хайдек в Бавария.

## Живот
Тя е втората дъщеря на граф Хайнрих XI (X) фон Хенеберг-Шлойзинген (1350 – 1405) и съпругата му маркграфиня Матилда фон Баден (1368 – 1425), дъщеря на маркграф Рудолф VI фон Баден († 1372) и графиня Матилда фон Спонхайм († 1410).
Анна се омъжва на 19 януари или 19 юни 1385 г. за Йохан I фон Хайдек, кмет на Регенсбург († 15 октомври/26 ноември 1425 или 10 март 1426). Те нямат деца.
Нейният вдовец Йохан I фон Хайдек се жени втори път на 13 юни 1415 г. за Анна фон Лойхтенберг († 1415/1417) и трети път пр. 17/27 ноември 1417 г. за имперска графиня Агнес фон Валдбург († 1454/1460).